# Parathesis melanosticta
Parathesis melanosticta là một loài thực vật có hoa trong họ Anh thảo. Loài này được (Schltdl.) Hemsl. mô tả khoa học đầu tiên năm 1881.